# Popiół

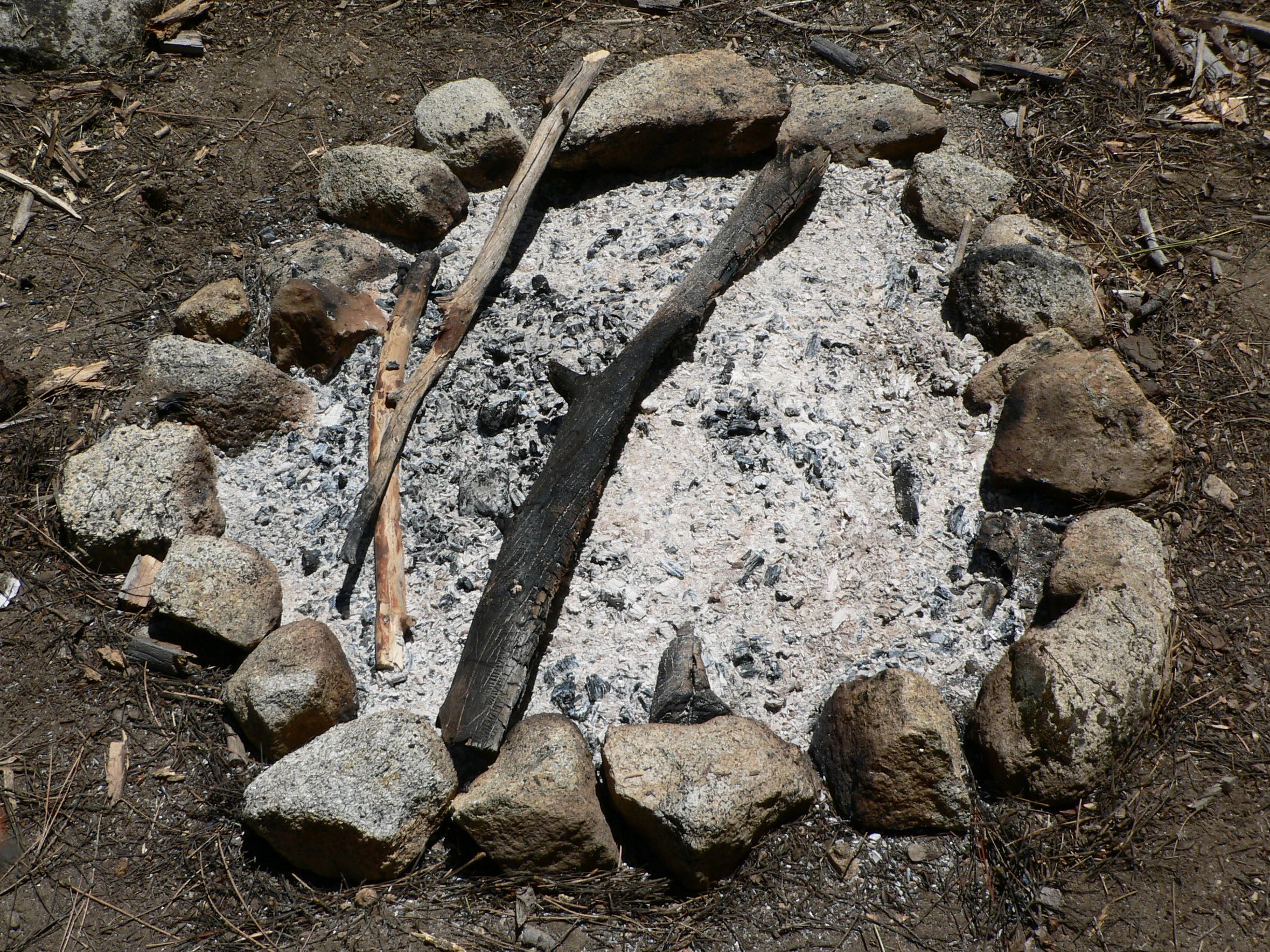
Popiół w ognisku po spaleniu drewna

Popiół – stała pozostałość po spaleniu substancji organicznej, np. paliw stałych lub ciekłych, czy masy organizmów żywych. Popiół jest produktem wtórnym, otrzymywanym przez działanie wysokiej temperatury na substancje mineralne zawarte w materiale. Zawiera większość pierwiastków, które się w nim znajdowały, choć wchodzą one po spopieleniu w skład innych związków chemicznych. Część reakcji zachodzących podczas spalania może prowadzić do powstania substancji lotnych, te nie wchodzą więc w skład popiołu. 
Radioaktywność popiołu (np. pochodzącego ze spalenia węgla kamiennego) jest większa od średniej radioaktywności naturalnej, ze względu na to, że związki ciężkich izotopów promieniotwórczych, występujących w przyrodzie w rozproszeniu, nie są lotne. Fakt ten stanowi pewne ograniczenie dla zastosowania popiołu w produkcji materiałów budowlanych.
Jeśli substancja topi się podczas spalania, powstałe wówczas pozostałości nazywane są żużlem.

## Popiół roślinny
Popiół powstały ze spalenia roślin stanowi nawóz mineralny i bywa stosowany w rolnictwie. Ze względu na zasadowy odczyn, stosowany jest nie tylko jako źródło składników mineralnych, lecz również służy do regulowania kwasowości gleby. Popiół powstały z ich spalenia składa się z tlenków, siarczków, czy fosforanów różnych metali, np. żelaza, magnezu, czy wapnia.

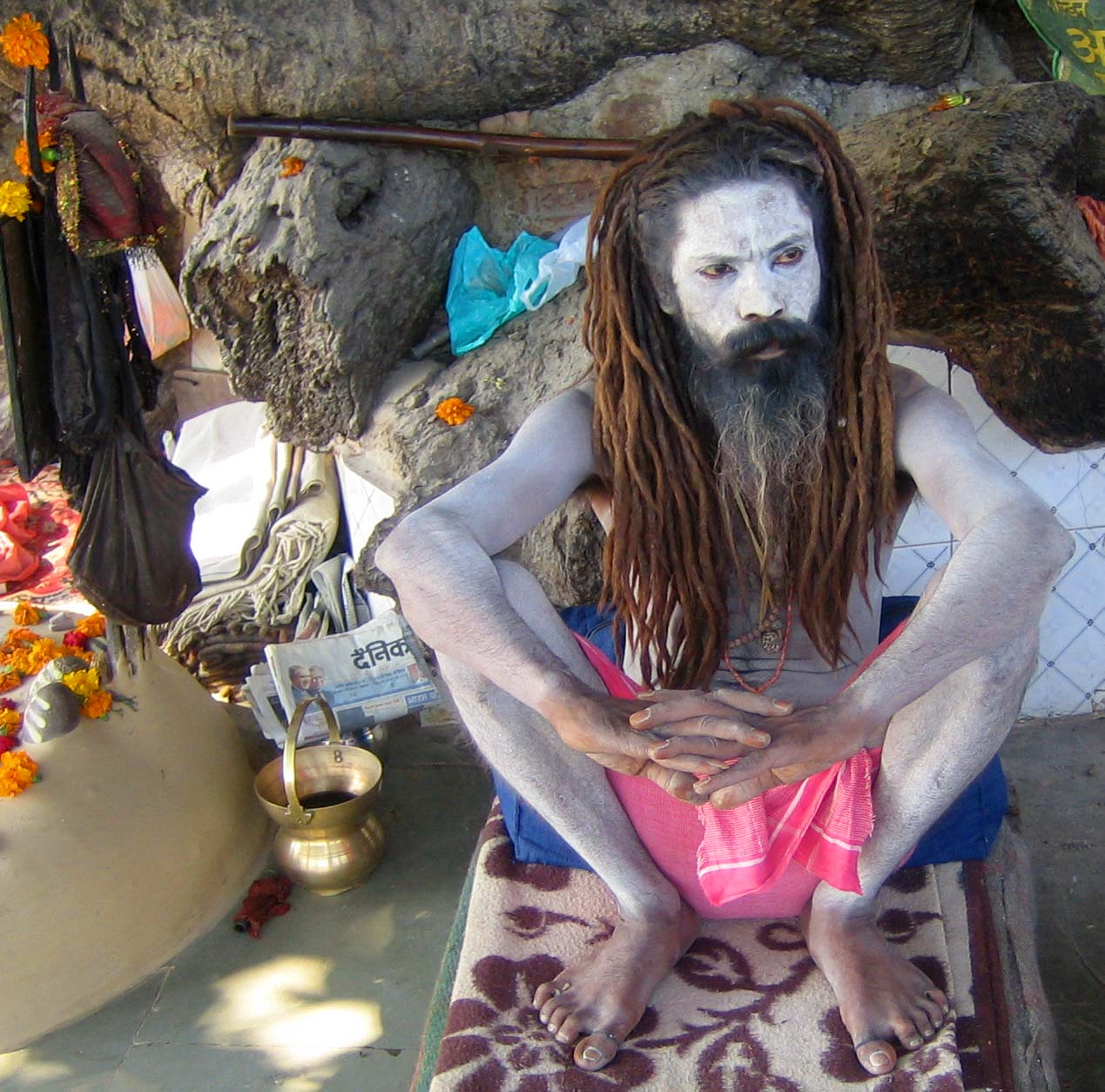
Asceta indyjski (sadhu), który pokrył skórę popiołem

## Znaczenie w hinduizmie
Popiół jest szeroko stosowany w kulcie hinduistycznym. 
Przykłady użycia zewnętrznego:
- sporządzanie na czole ucznia  kropki (bindu) przez guru, w domniemanym miejscu lokalizacji ćakry adźńa
- sporządzanie znaków typu tilaka lub tripundra - świadczących o przynależności do określonej tradycji hinduistycznej (sampradaja) na czole, ramionach lub torsie[1]
- pokrywanie całej powierzchni ciała popiołem[2].

Popiół w hinduizmie stosowany jest również doustnie. Zachodzi to wtedy, gdy przedmioty spalone (np. to co było uprzednio pobłogosławione przez świętego), miejsce dokonania spalenia (np. utrzymywany wiele lat płonący ogień) lub produkt spalania (np. powstał na skutek ceremonii religijnej jadźńa) noszą znamiona sacrum lub oczekuje się, że zawierają boską moc (śakti).
Przykłady użycia wewnętrznego:
- przyjmowanie doustne popiołu zmieszanego z płynem (woda, mleko) (tzw. "Śiwa food")
- przyjmowanie doustne niewielkich ilości w postaci suchej[3].

## Znaczenie w chrześcijaństwie
W kulturze zachodniej popiół jest symbolem przemijania, nietrwałości i żałoby.
- Katolicy rozpoczynają wielki post od Środy Popielcowej, podczas której księża posypują głowy wiernych popiołem, co ma im przypomnieć o kruchości życia.
- Popioły powstałe podczas kremacji zmarłych przechowywane są w urnach.